# Norwegian International 1961
Die Norwegian International 1961 fanden in Oslo statt. Es war die siebente Austragung dieser internationalen Titelkämpfe von Norwegen im Badminton.

## Finalergebnisse
| Disziplin    | Sieger                     | Finalist                             | Ergebnis          |
| ------------ | -------------------------- | ------------------------------------ | ----------------- |
| Herreneinzel | Leif Ekedahl               | Hans Sperre                          | 15–8, 15–5        |
| Dameneinzel  | Randi Holand               | Ragnhild Holand                      | 12–11, 11–8       |
| Herrendoppel | Leif Ekedahl Kurt Johnsson | Rune Brinkestedt Bengt-Ove Berntsson | 15–4, 6–15, 15–7  |
| Damendoppel  | nicht ausgetragen          | nicht ausgetragen                    | nicht ausgetragen |
| Mixed        | Hans Sperre Randi Holand   | Leif Ekedahl Ragnhild Holand         | 15–7, 15–7        |